# Leonard Carmichael
Leonard Carmichael (Filadelfia, 9 novembre 1898 – 16 settembre 1973) è stato uno psicologo ed educatore statunitense.
Si laureò presso la Tufts University nel 1920 e conseguì il dottorato di ricerca presso la Harvard University nel 1924.
Fu presidente della Tufts dal 1938 al 1952, poi segretario dello Smithsonian Institution dal 1953 al 1964 e in seguito fu vicepresidente per la ricerca e l'esplorazione presso la National Geographic Society.

## Onomastica
Prendono il suo nome:
- la Leonard Carmichael Society presso l'Università di Tufts
- il Carmichael Hall, un dormitorio nel campus di Tufts
- il cratere lunare Carmichael